# Bikini (polski zespół muzyczny)
Bikini – polski zespół nowofalowy z Torunia.

## Historia
Powstał jesienią 1981 założony przez byłego gitarzystę grupy Rejestracja Zbigniewa Cołbeckiego, który w Bikini pełnił również funkcję wokalisty. Nazwę zespołu wymyślił Grzegorz „Max” Pituła – nazwa była dodatkiem do prezentu na jego urodziny. Od wiosny 1982 skład formacji uzupełniali: basista Andrzej Czarnecki i perkusista Tomek Wiśniewski, zespół był wspierany także przez trzy wokalistki: Annę Kamińską (późniejszą żonę Kazika Staszewskiego), Violettę Falecką (późniejszą żonę Ireneusza Wereńskiego) i Beatę Wieczerzak. W latach 1982–1983 zespół występował w wielu miastach Polski (Toruń, Warszawa, Słupsk), a także brał udział w festiwalach w Jarocinie i Brodnicy. Pod koniec 1983 drogi muzyków rozeszły się – nie pozostawili po sobie żadnych oficjalnych nagrań.
Do krótkiej reaktywacji Bikini doszło w połowie lat 80. Wówczas przez skład przewinęli się m.in. muzycy Rejestracji: Leszek Zawrot (zmarł w 2010) i Tomasz Siatka. W późniejszych latach Cołbecki wielokrotnie reaktywował grupę. W 2007 zespół ponownie wznowił działalność. W 2009 ukazała się płyta Dokument zawierająca nagrania z całego okresu działalności zespołu. W 2010 muzycy nagrali cztery utwory, które zostały wydane w formie winylowej EPki Bikini. W skład Bikini tworzą: Zbigniew Cołbecki (wokal, gitara), Kuba Olejnik (gitara, wokal), Piotr Warszewski (gitara basowa), Waldemar Zaborowski (saksofon) i Cezary Cołbecki (perkusja).
W 2008 grupa Strachy na Lachy na płycie Zakazane piosenki umieściła piosenkę „Nocne ulice”.

## Muzycy

### Obecny skład
- Zbigniew Cołbecki – wokal, gitara
- Kuba Olejnik – gitara, wokal
- Piotr Warszewski – gitara basowa
- Waldemar Zaborowski – saksofon
- Cezary Cołbecki – perkusja

### Byli członkowie
- Beata Wieczerzak – wokal
- Violetta Falecka – wokal
- Anna Kamińska – wokal
- Andrzej Czarnecki – gitara basowa
- Tomek Wiśniewski – perkusja
- Cezary Cichocki – gitara basowa
- Tomasz Siatka – perkusja
- Leszek Zawrot – gitara basowa
- Andrzej Kaczmarek – gitara basowa
- Robert Pasta – perkusja
- Remigiusz Koszykowski – gitara basowa

## Dyskografia

### Albumy
- Dokument (2009)

### EP
- Bikini (2010)